# Пьянкавалло
Пьянкавалло (итал. Piancavallo) — это городок в коммуне Авиано региона Фриули — Венеция-Джулия, в первую очередь известный как место зимних видов спорта и международный туристический курорт.

Покровительницей городка почитается Пресвятая Богородица (Maria Ausiliatrice).

## История

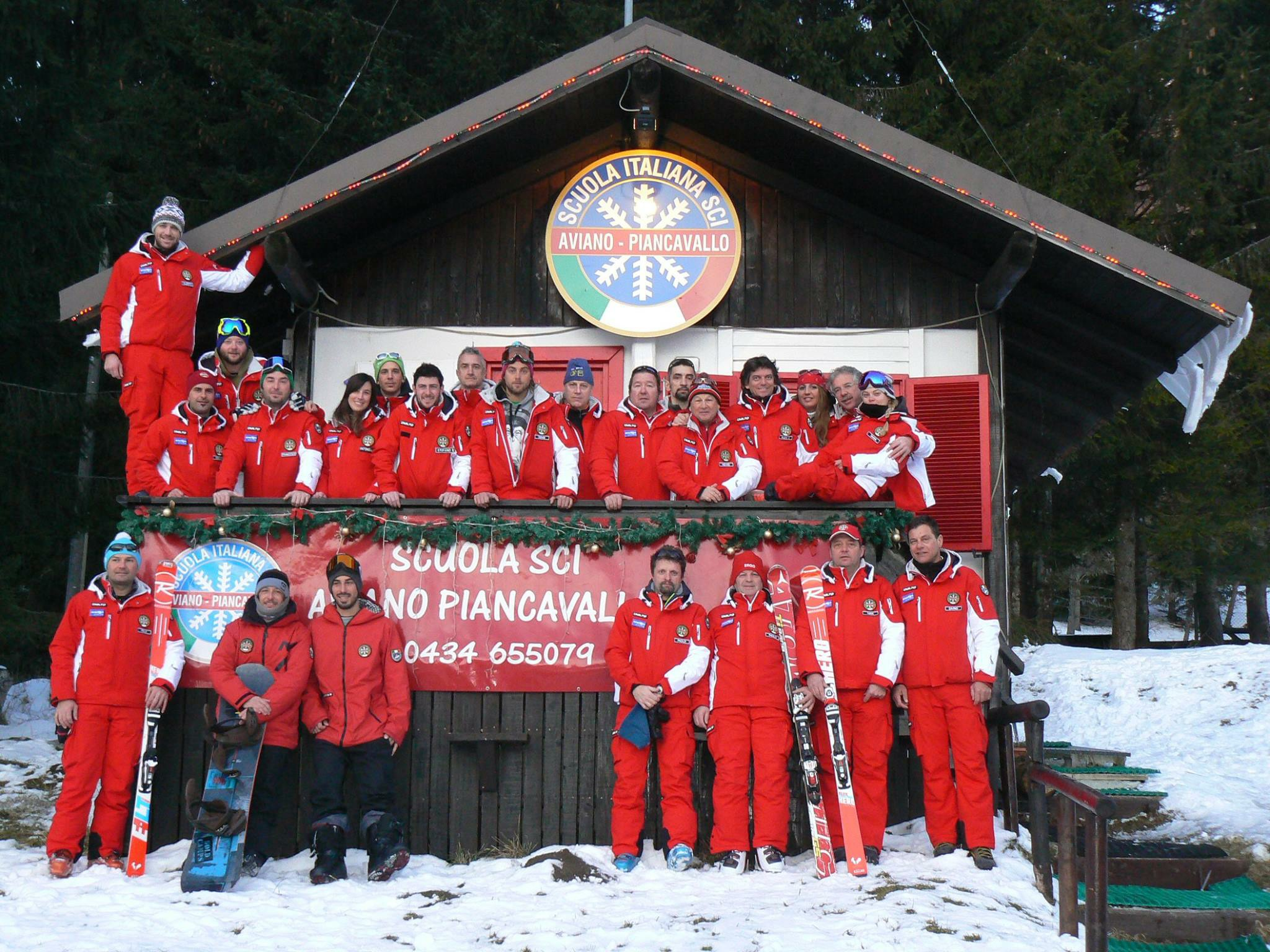
Инструктора лыжной школы «Авиано-Пьянкавалло»

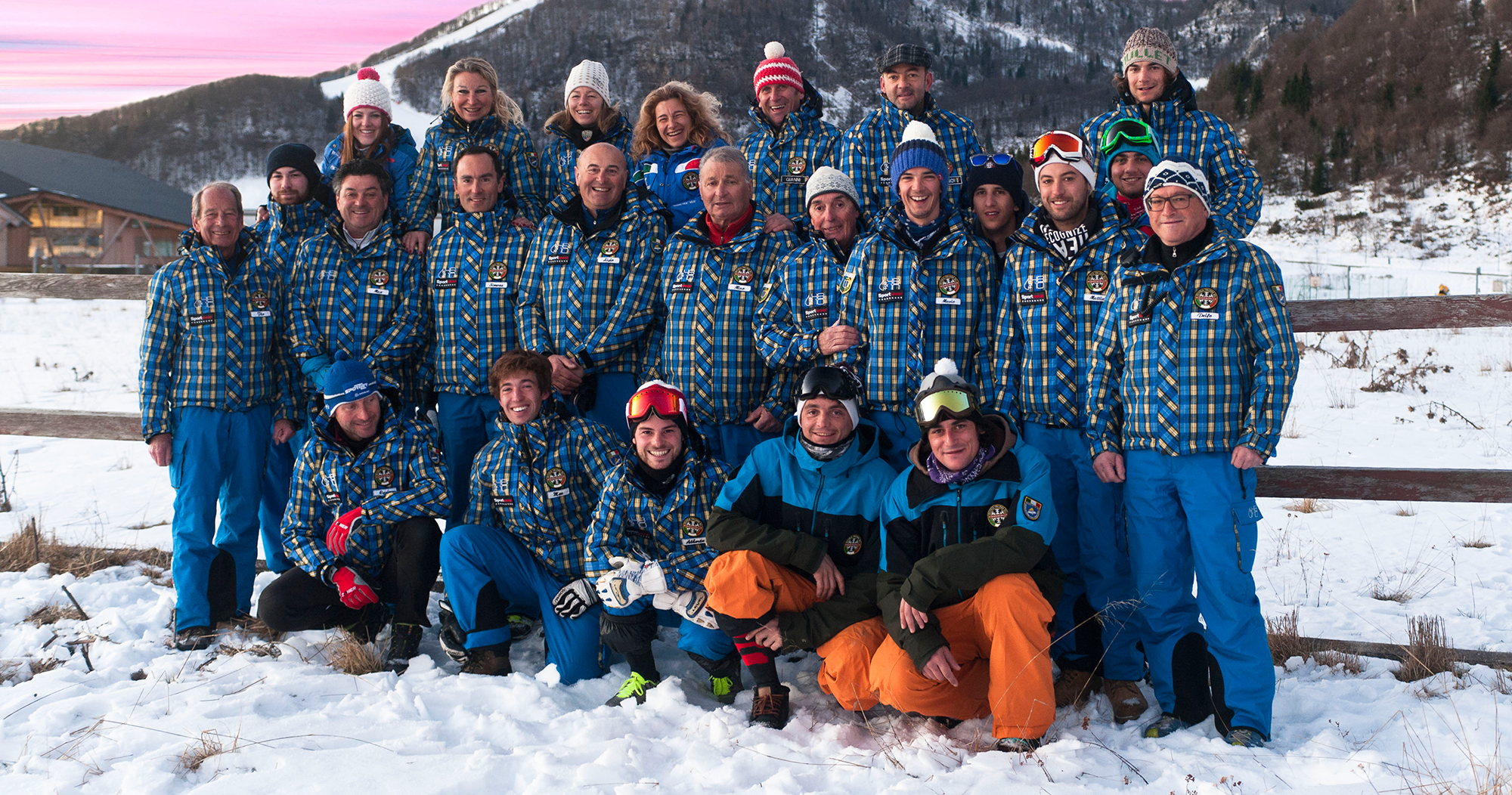
Инструктора лыжной школы «Пьянкавалло»

Населённый пункт был создан в 1960-е годы и стал первым итальянским курортом имевшим оборудование для создания искусственного снега. Он расположен на высоте 1267 метров в долине на восточных склонах горы Кавалло (2251 м высоты).
Склоны вокруг него включают в себя более 25 километров горнолыжных трасс с различной степенью сложности склонов, а также маршруты для сноубордистов, 18 лыжных трасс и других сооружений для занятия зимними видами спорта. В течение 2000-х годов были заменены подъёмники.
В Пьянкавалло есть две лыжные школы: «Лыжная школа Пьянкавалло» (синяя) и «Лыжная школа Авиано-Пьянкавалло» (красная). Они обучают всем дисциплинам и на всех уровнях, с хорошо оборудованными мини-зонами для самых маленьких.

## Спорт
Ежегодно проводится национальное Ралли Piancavallo, которое в 1970-е годы провело несколько этапов в рамках Чемпионат Европы по ралли.
С 1979 года и до 1990-х проводились этапы Кубока мира по горнолыжному спорту.
Также он принимал несколько соревнований в рамках Зимней Универсиады 2003 года
Именно здесь, в летнее время, проводят сборы кампус итальянская федерация хоккея и фигурного катания.
В Пьянкавалло финишировали этапы Джиро д’Италия — 14-й в 1998 и 19-й 2017 годах, а 2011 он был частью маршрута 14-го маршрута.